# گرایندستون (پنسیلوانیا)
گرایندستون (به انگلیسی: Grindstone) یک منطقهٔ مسکونی در ایالات متحده آمریکا است که در پنسیلوانیا واقع شده‌است. گرایندستون ۳٫۳ کیلومتر مربع مساحت و ۴۹۸ نفر جمعیت دارد و ۲۵۳٫۹ متر بالاتر از سطح دریا واقع شده‌است.